# Оголений відпочинок
Оголений відпочинок — розважальні заходи, якими деякі люди займаються в оголеному стані. Історично стародавні Олімпійські ігри були оголеними. Деякі спільноти в Африці, Океанії та Південній Америці продовжують займатися повсякденною громадською діяльністю, включно зі спортом, без одягу, тоді як у більшості країн оголені види діяльності відбуваються або в приватних приміщеннях, або в окремих місцях, де необов'язковий одяг у громадських місцях. У громадських місцях, де заборонено показувати оголене тіло, можуть проводитися випадкові заходи, наприклад оголені велопрогулянки.
У той час як оголені розважальні заходи можуть включати такі види спорту, як теніс або волейбол, оголені спортивні заходи зазвичай є розважальними, а не змагальними чи організованими.

## Натуристський/нудистський відпочинок

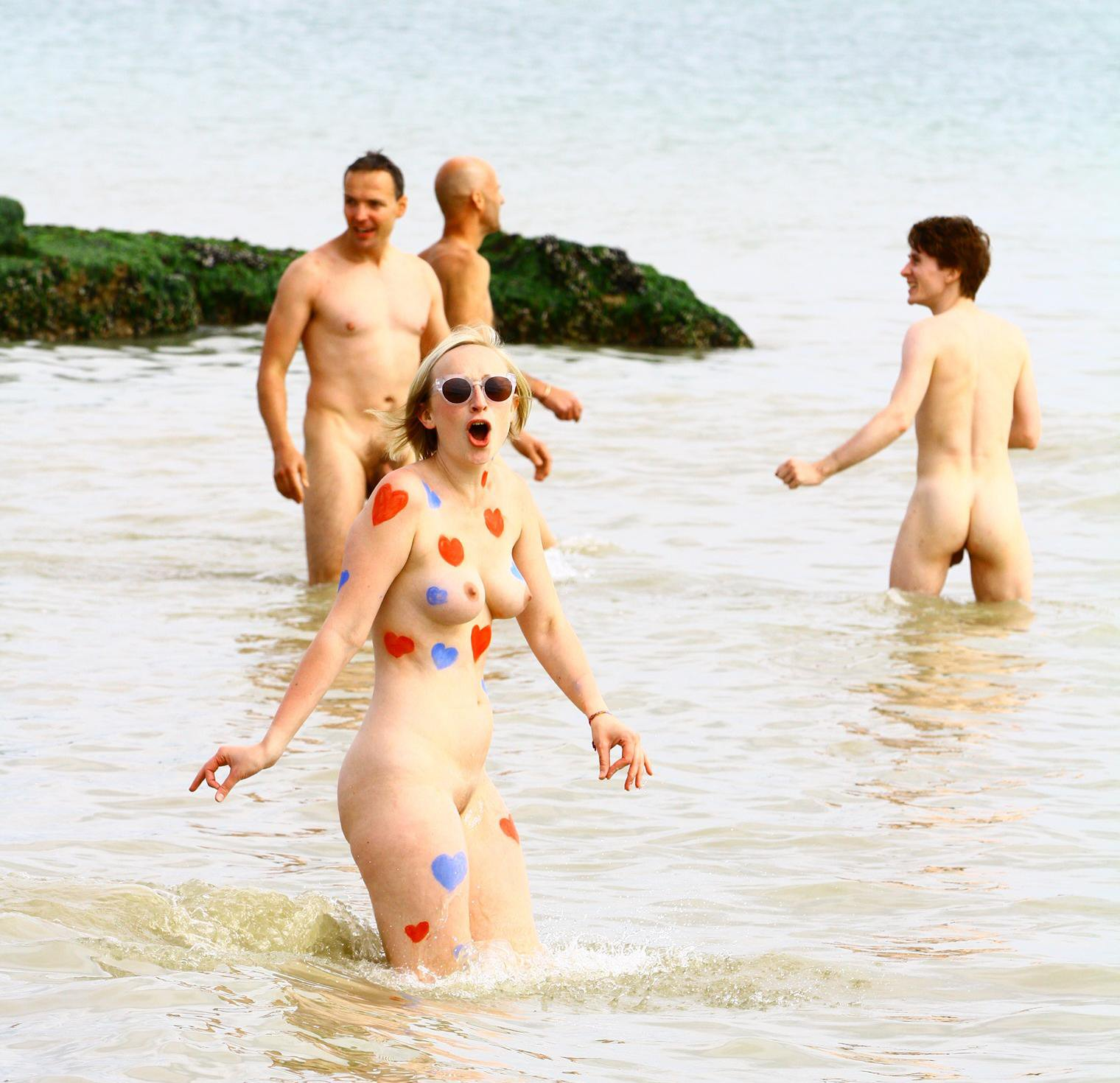
Оголені люди бродять у морі

Натуризм, або нудизм, — це культурний рух, який практикує, пропагує та захищає особисту та соціальну оголеність, більшість, але не всі, відбувається на приватній території. Цей термін також стосується способу життя, заснованого на особистій, сімейній або соціальній оголеності. Дослідження показують, що всупереч громадській думці, натуристи є типовими членами суспільства, які займаються такими соціальними видами діяльності, як волейбол, плавання та теніс, так само як і на інших курортах, лише без одягу.
Відповідно до своєї основної функції, натуристські клуби та курорти пропонують рекреаційну діяльність. Натуристський відпочинок також включає відпочинок круїзних лайнерів, які пропонують різноманітні заходи.
У натуристських місцях також проводяться спеціальні заходи, як-от новорічні вечірки. Молоді натуристи Флориди організовують сезонні «баші» в кількох нудистських/натуристських клубах і курортах Флориди.
Голий волейбол — це розважальна діяльність, яку пропонують багато натуристських клубів.

### Всесвітній день голого садівництва

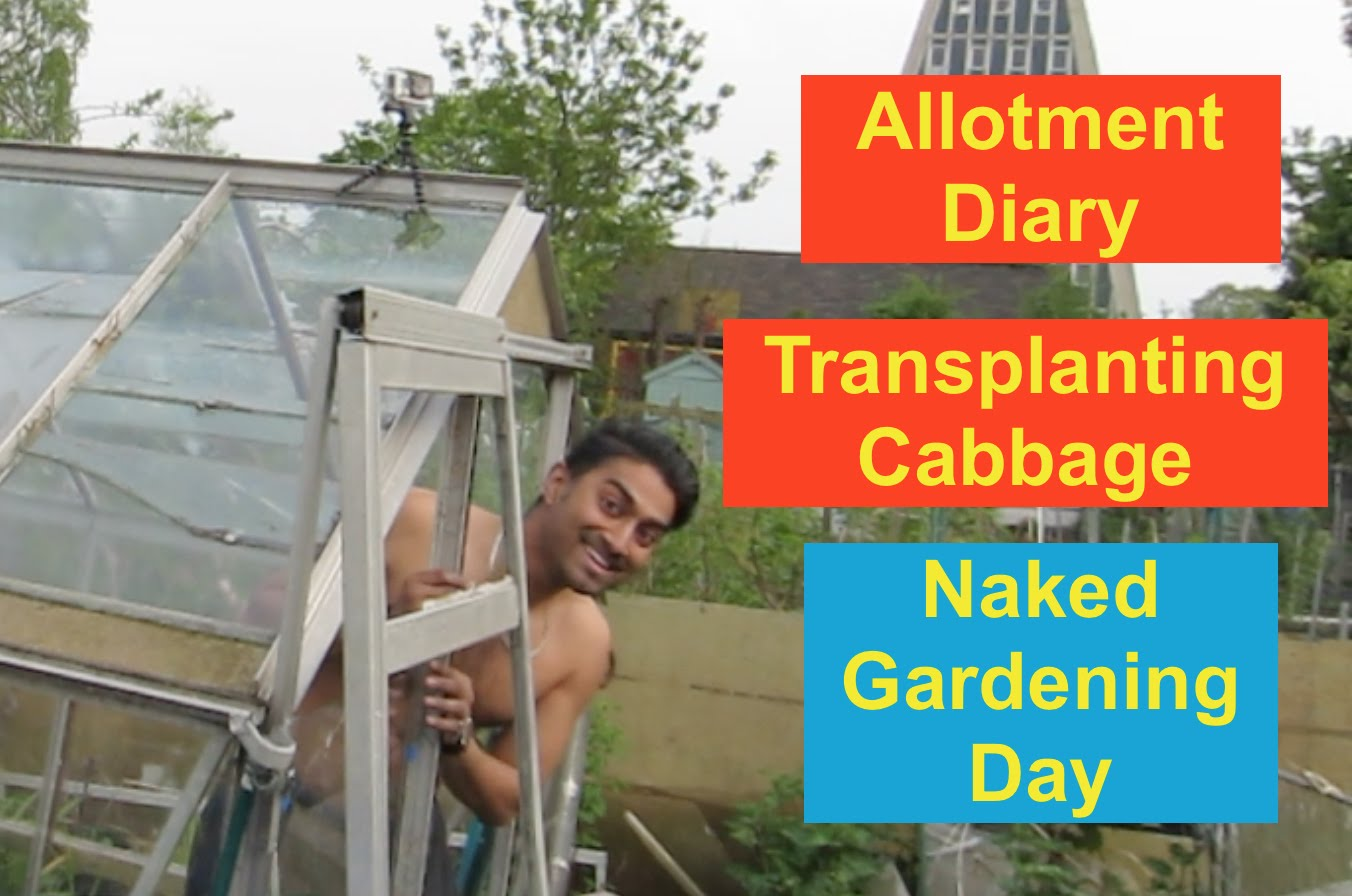
Кадр відео про садівництво до Всесвітнього дня голого садівництва у 2016 році

У Всесвітній день голого садівництва (World Naked Gardening Day, WNGD), який проводиться щороку в травні, людей по всьому світу заохочують доглядати за своїми садами оголеними. WNGD був організований Body Freedom Collaborative. Оскільки травень є холодним місяцем у Новій Зеландії, Федерація натуристів Нової Зеландії запровадила Національний день садівництва оголеного в жовтні.

## Одяг необов'язковий для відпочинку
Деякий відпочинок у формі оголеного тіла або «необов'язкового одягу» трапляється в громадських місцях як випадкові винятки із соціальних норм.

### Пляжі

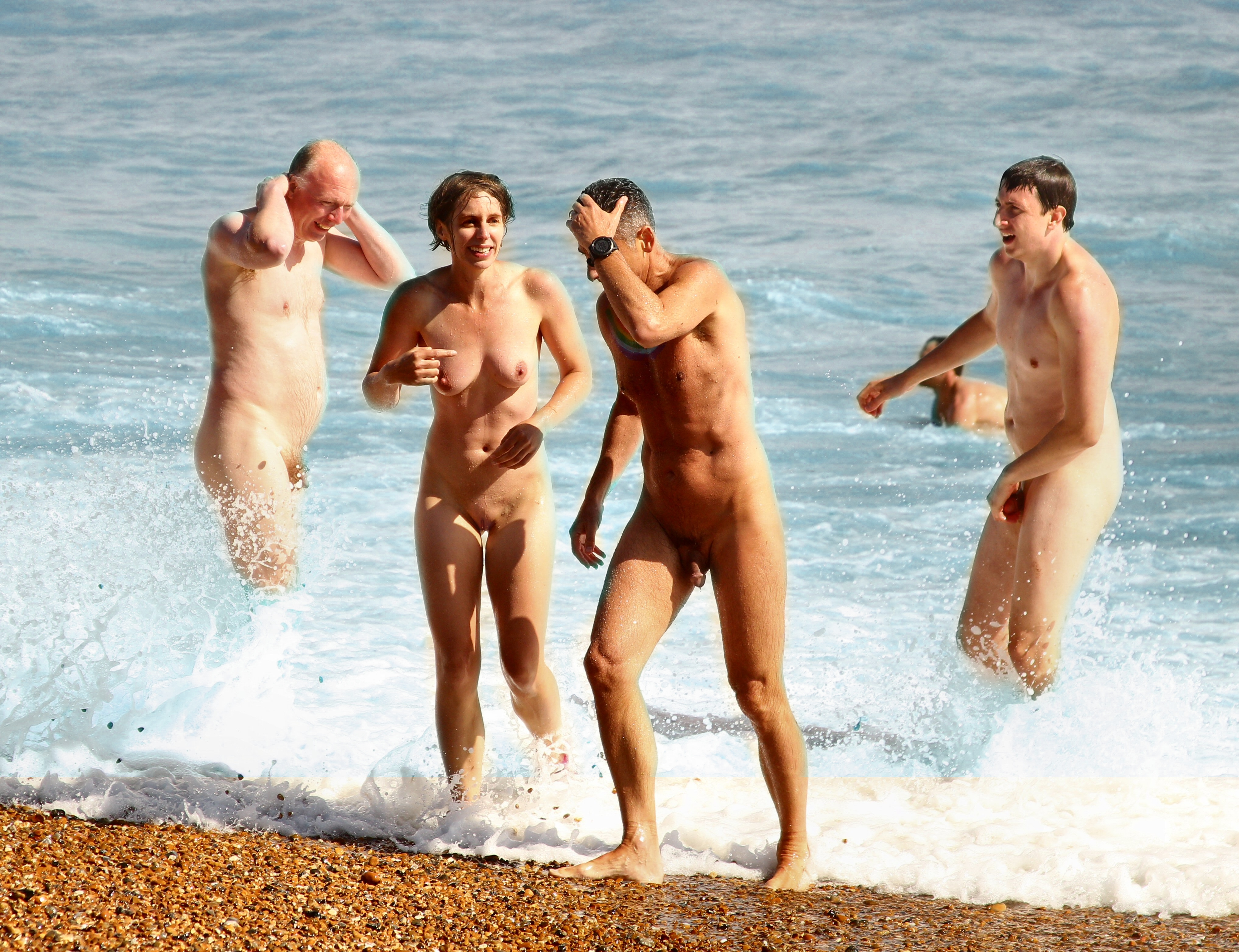
Нудистський пляж

Пляжі в Сполучених Штатах, де допускається відсутність одягу, різняться залежно від того, наскільки вони відокремлені від людей, які не є оголеними, а також від того, чи офіційно дозволено місцевою владою оголення, чи просто допускається, хоча це заборонено. У столичному районі Маямі ділянка парку Гауловер, де дозволено оголюватися, позначена лише знаками, її санкціонує та утримує округ Маямі-Дейд, а пляжі можна придбати їжу, шезлонги та парасольки, а також скористатися душем. На відміну від цього, кілька пляжів штату Каліфорнія з необов'язковими зонами для одягу ізольовані крутими скелями та не мають жодних зручностей за межами паркувальних зон. Давня традиція оголення на цих пляжах толерується. До них належать державний пляж Грей Вейл Коув біля Пасіфіки, Каліфорнія та пляж Блек у Сан-Дієго.
У деяких європейських країнах, таких як Данія і Швеція, на всіх пляжах одяг необов'язковий. Пляжі в деяких місцях відпочинку, наприклад на Криті, також не мають одягу, за винятком деяких центральних міських пляжів. У центрі Барселони є два пляжі з необов'язковим одягом.
За опитуванням The Daily Telegraph, німці та австрійці найчастіше відвідували нудистський пляж (28 %), за ними йдуть норвежці (18 %), іспанці (17 %), австралійці (17 %) і новозеландці (16 %). Серед опитаних національностей японці (2 %) найменше відвідували нудистський пляж. Цей результат може свідчити про відсутність нудистських пляжів у Японії; однак японці відкриті щодо сімейного купання оголеними вдома та в онсен (гарячих джерелах).

### Велопрогулянка

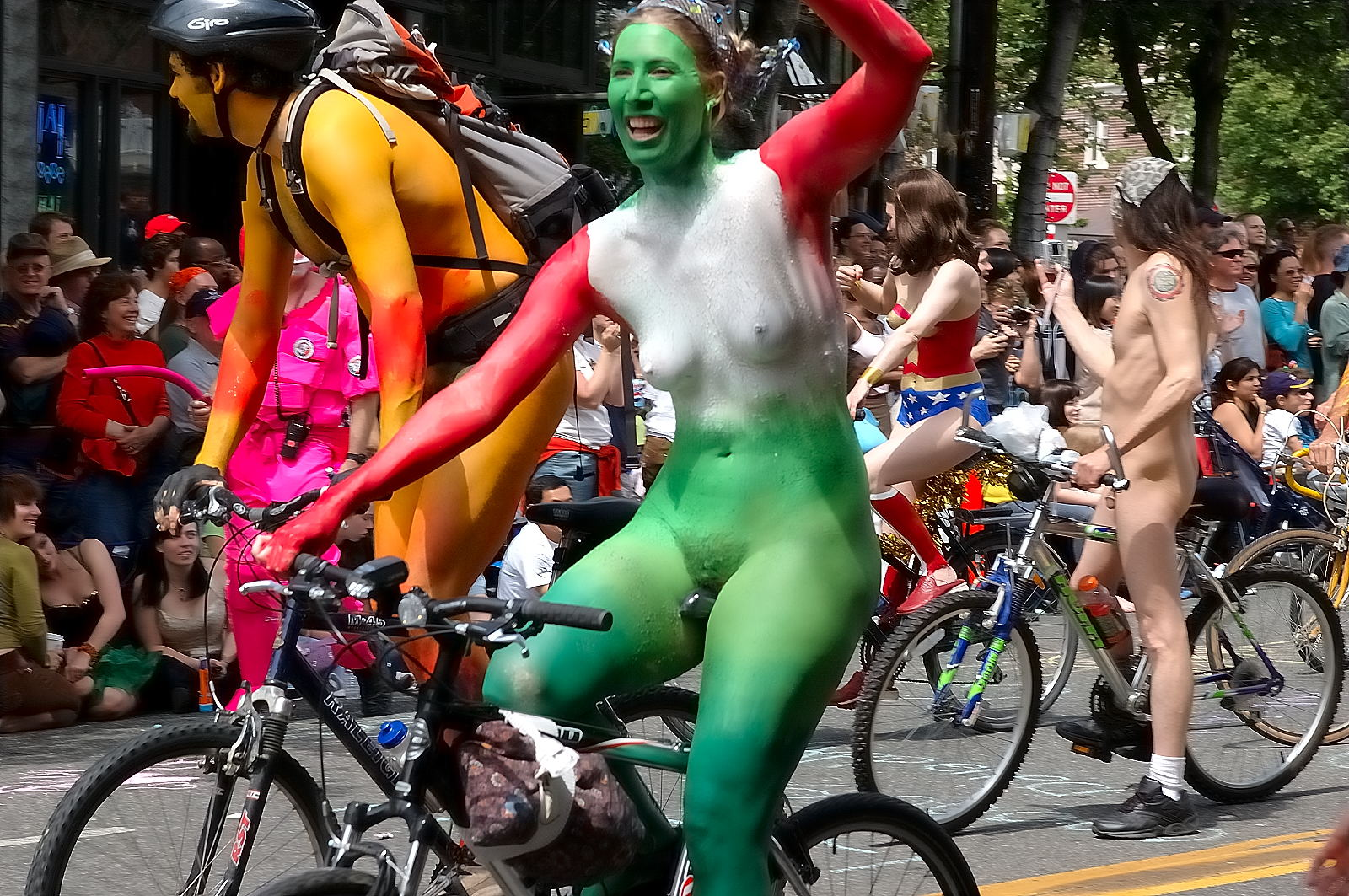
Парад сонцестояння у Фрімонті, 2005

Велопрогулянка без одягу — велопрогулянка, під час якої дозволено або очікується показ оголеного тіла. По всьому світу проводиться багато велосипедних подій, які не потребують одягу. Деякі атракціони є політичними, розважальними, мистецькими або унікальними. Деякі з них використовуються для просування свободи грудей, соціального руху, спрямованого на надання жінкам і дівчатам права бути топлес публічно, де це право мають чоловіки та хлопці. Багато політичних атракціонів сягають корінням у Критичну масу і часто описуються або класифікуються як форма політичного протесту, вуличний театр, вечірка на колесах, стрекінг, публічне оголення та відпочинок без одягу; таким чином вони залучають широке коло учасників.

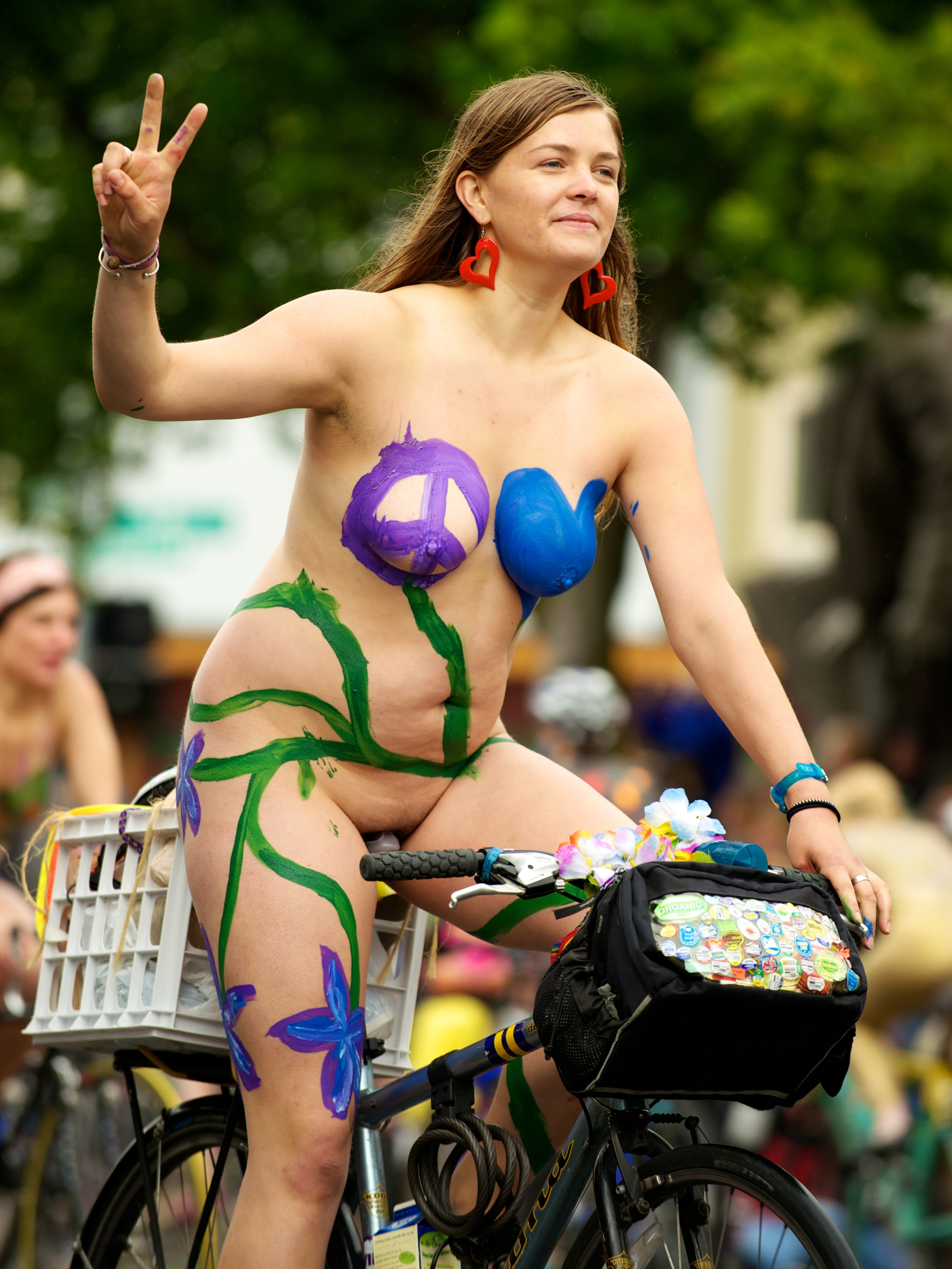
Оголена велосипедистка на параді сонцестояння у Фремонті у 2010 році

«Велосипедисти сонцестояння» (також відомі як «Розмальовані [голі] велосипедисти параду сонцестояння» або «Розмальовані велосипедисти») — це мистецька, неполітична велопрогулянка, необов'язкова в одязі, присвячена святкуванню літнього сонцестояння. Це неофіційний початок Параду та Конкурсу літнього сонцестояння з 1992 року, події, організованої Радою мистецтв Фремонта в районі Фремонт Сіетла.

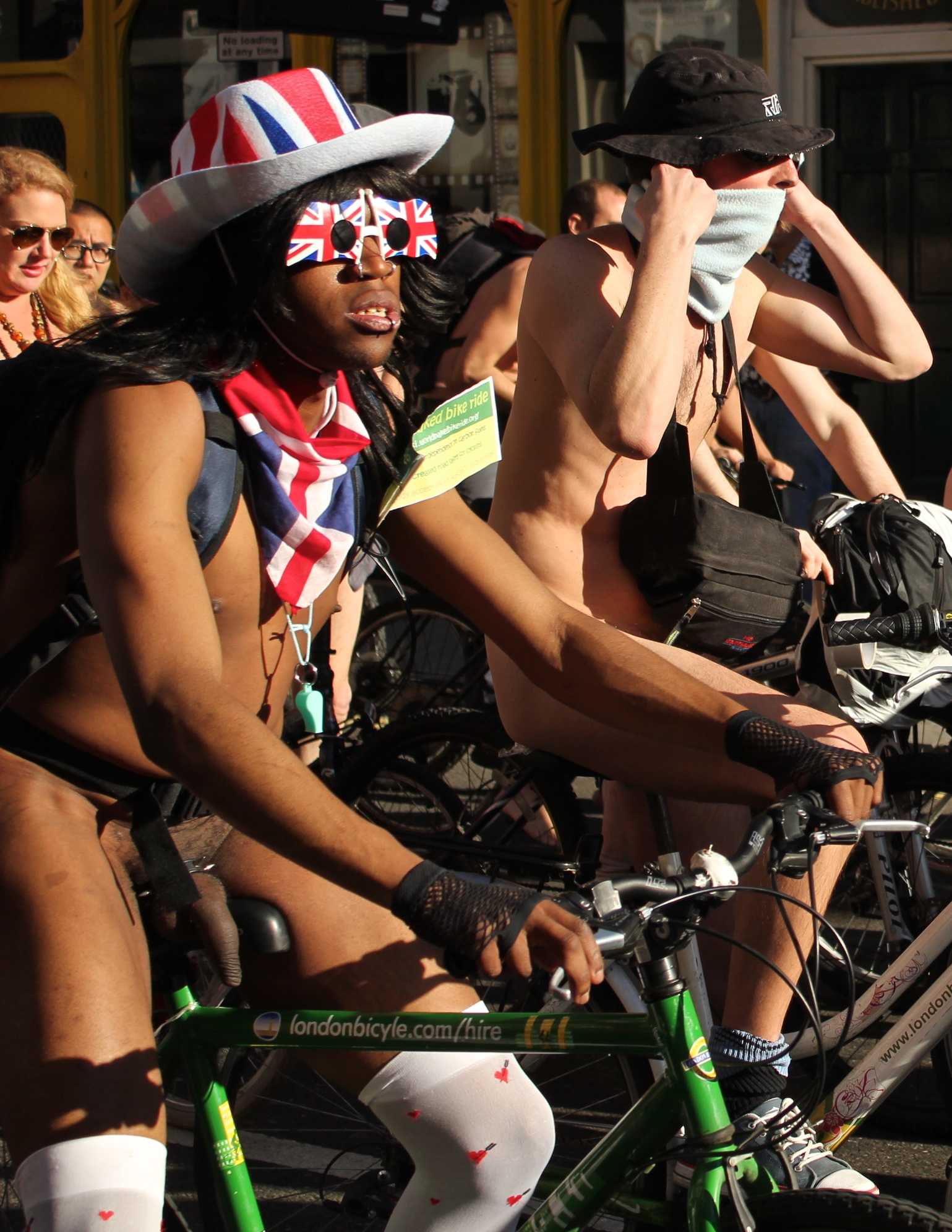
Вершники WNBR у Лондоні

Всесвітні голі велопробіги (World Naked Bike Rides — WNBR) — це щорічні велопрогулянки без одягу, під час яких учасники кожного міста планують, зустрічаються та масово їздять на транспорті, що рухається людьми, щоб «доставити бачення чистішого, безпечнішого світу, що позитивно впливає на тіло», шляхом привернення уваги до здорової альтернативи транспортним засобам, що працюють на викопному паливі; оголене тіло використовується як символ вразливості людей до забруднення, а велосипедистів до руху в містах. WNBR проводяться по всьому світу з 2004 року, в яких беруть участь тисячі людей. Вони відбуваються переважно в західних містах, де велосипедисти їздять частково або повністю оголеними, намагаючись привернути увагу до небезпеки залежності від викопного палива.
Попри безтурботну атмосферу, щорічні Всесвітні велопробіги голяка є, мабуть, найпомітнішим проявом зусиль, спрямованих на популяризацію здорових видів транспорту, включаючи ходьбу, їзду на велосипеді та громадський транспорт, які протягом десятиліть були опорою зеленої альтернативної політики, в той час як жоден політик консервативної чи соціал-демократичної традиції не закликає людей менше їздити, купувати менше автомобілів і пересідати на велосипеди.

### Розпис тіла

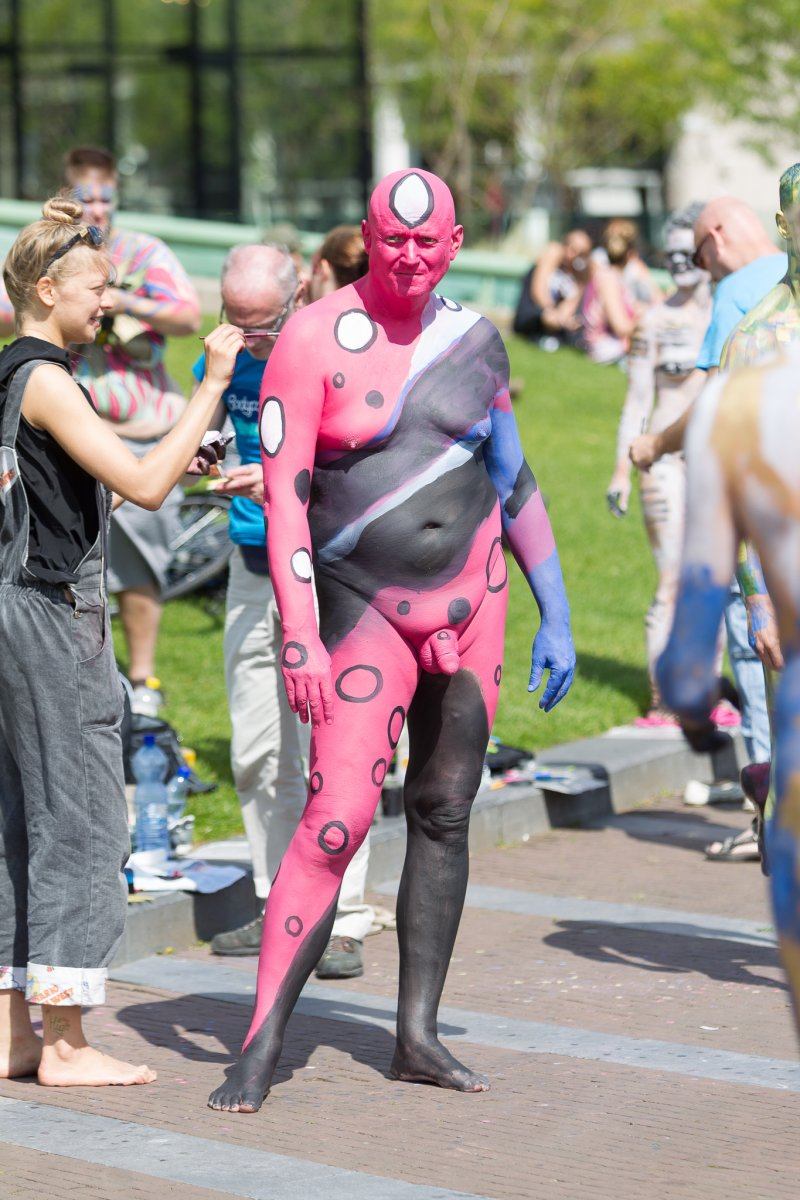
Розпис тіла оголеної чоловічої моделі в Амстердамі, 2016

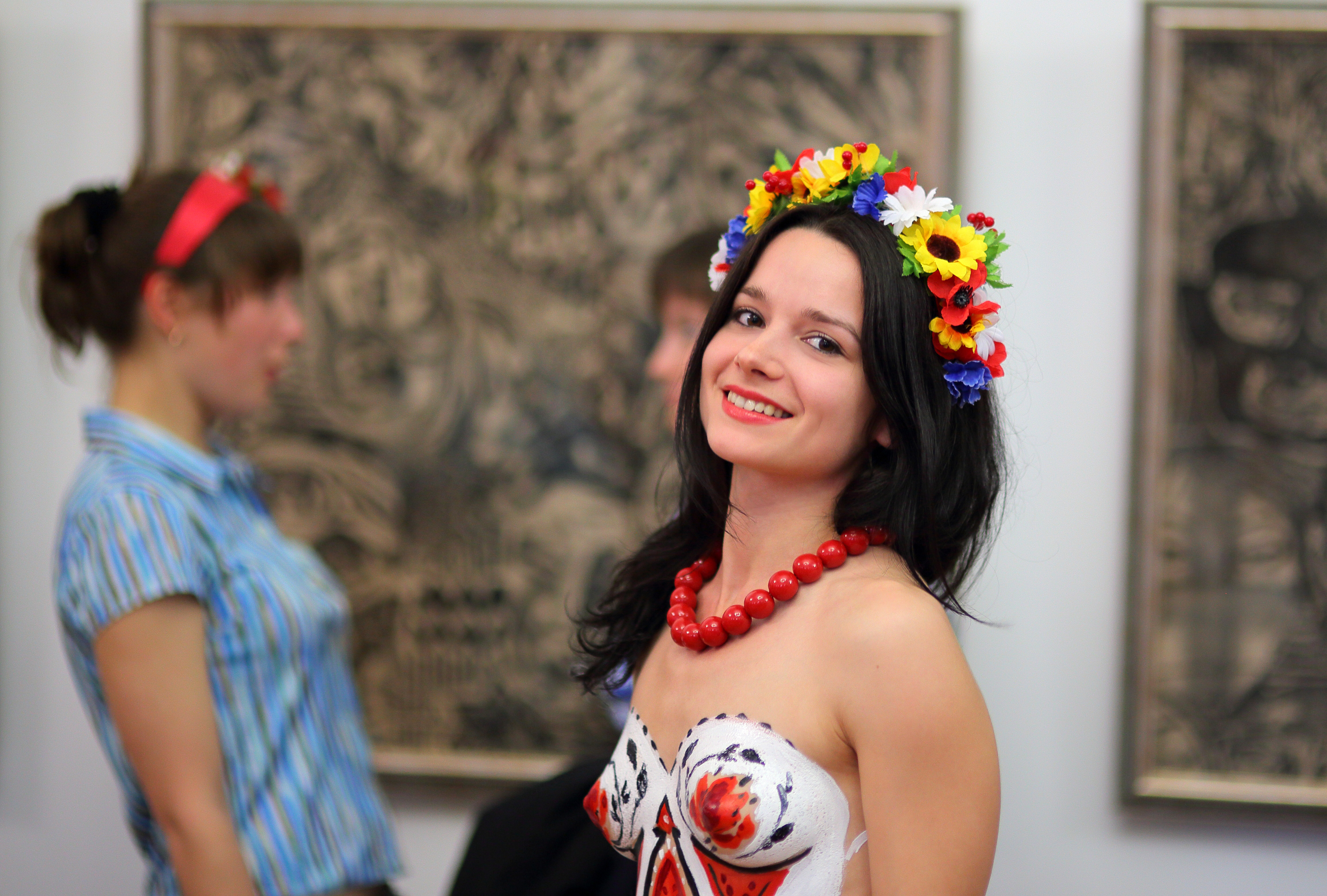
Жінка, одягнена в фарбу для тіла в художній галереї

Боді-арт (наприклад, розпис по тілу) — поширена форма творчого самовираження, що використовується для просування свободи тіла, і часто є частиною інших заходів, що не передбачають носіння одягу. Оскільки тіло технічно прикрите, виконаний у приватній обстановці розпис на тілі не порушує законів проти публічної оголеності, залишаючи поліції право ухвалювати рішення в кожному конкретному випадку на основі інших законів.
Художній колектив у Бушвіку, Бруклін, щорічно відзначає День бодіпейнтінгу з 2014 року, у 2019 році в ньому беруть участь 45 моделей і 25 художників.

### Боулінг
Оголений боулінг пропонує натуристам можливість насолоджуватися відпочинком у приміщенні в холодну погоду або в місцях, де можливості на відкритому повітрі обмежені. Ці заходи зазвичай проводяться в комерційних доріжках для боулінгу, які готові здати свої приміщення нудистським групам на певний період часу, щоб обмежити участь лише членів групи.

### Банджі-джампінг
Коли AJ Hackett відкрив перший у світі комерційний майданчик для банджі-джампінгу на мосту Каварау біля Квінстауна, Нова Зеландія, клієнти, які стрибнули оголеними, мали безкоштовний вхід. Пізніше цю пропозицію було відкликано, оскільки надто багато джемперів скористалися нею, але сайт залишається опціональним для одягу. Відомо, що Біллі Конноллі стрибнув на банджі оголеним з мосту під час свого світового турне Новою Зеландією у 2004 році.
Починаючи з 2006 року, у парку WildPlay на острові Ванкувер щорічно проводяться стрибки з оголеної банджі для збору коштів для Вікторійського відділення Товариства хворих на шизофренію Британської Колумбії. Захід 2019 року зібрав понад 100 учасників.

### Піші прогулянки

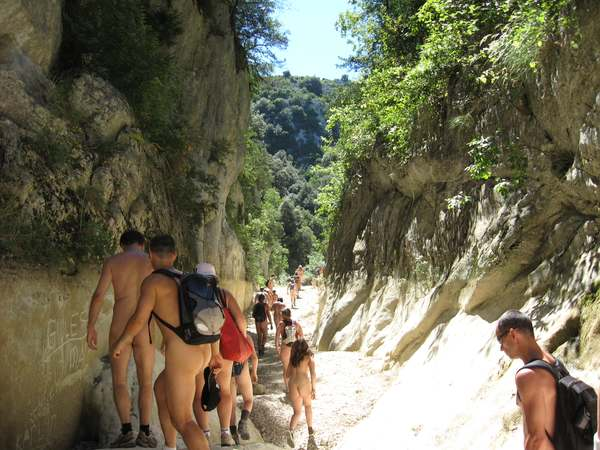
Походи оголеними у Франції

Походи оголеними, також відомі як ходьба голяком або вільні походи, є підкатегорією сучасної форми соціальної оголеності.
Лісова служба США прямо не забороняє ані прогулянки в голій формі, ані занурення в худі, натомість за необхідності застосовує закони проти хуліганства. У своїй популярній книзі 1968 року The Complete Walker Колін Флетчер захищав оголеність.
У Сполученому Королівстві Стівен Гоф, відомий як Голий Рамблер, отримав широке висвітлення в засобах масової інформації за те, що у 2003—2004 і знову у 2005—2006 роках пройшов голим від Лендс-Енду до Джона о'Грата.
На відміну від досвіду Гофа, у 2005 і 2006 роках під час однотижневого походу гола спільнота туристів перетнула Європейські Альпи, і це було мало висвітлено в медіа. Нікого не заарештовували та не турбували, поліція не втручалася. Більшість оголених туристів повідомляють про дружню реакцію людей, яких вони зустрічають.
У деяких юрисдикціях діють правила, які офіційно забороняють прогулянки оголеними, і можуть накладати штрафи чи інші покарання. Місцевий статут із цього приводу був прийнятий, наприклад, загальними зборами (Landsgemeinde) жителів швейцарського кантону Аппенцелль-Іннерроден у 2009 році. У сусідньому Аппенцелль-Ауссерродені суд другої інстанції «Obergericht» посилив несплачений штраф у розмірі 100 швейцарських франків за прогулянку в голій формі та додав судові витрати ще на 3330 швейцарських франків.

### Екскурсії по музею

Оголені відвідувачі Портлендського художнього музею, 2013 рік

У лютому 2013 року Віденський музей Леопольда відкрив свої двері для відвідувачів оголеного музею на виставку під назвою «Оголені чоловіки з 1800 року до сьогодні». В оголеному вигляді були присутні понад шістдесят відвідувачів.
У червні 2013 року Художній музей Портленда в Орегоні допустив оголених учасників перед нічною Всесвітньою голою велопрогулянкою на спеціальну виставку під назвою «Cyclepedia» про мистецтво дизайну велосипедів. Сотні відвідувачів побачили виставку в оголеному вигляді.

### Парки
Дві частини «Англійських садів» у Мюнхені, Шенфельдвізе та Швабінгербах, офіційно визначено як місця необов'язкового одягу, хоча в інших місцях можна засмагати оголеними. На річці Ізар і біля озера Фельдмохінгер є три зони без одягу. У Берліні також є кілька оголених місць для засмагання. Частина Венсенського лісу в Парижі з 2017 року призначена для натуристів і відкрита з квітня по жовтень. На честь третьої річниці у червні 2019 року відбувся натуристський пікнік.

### Вечірки

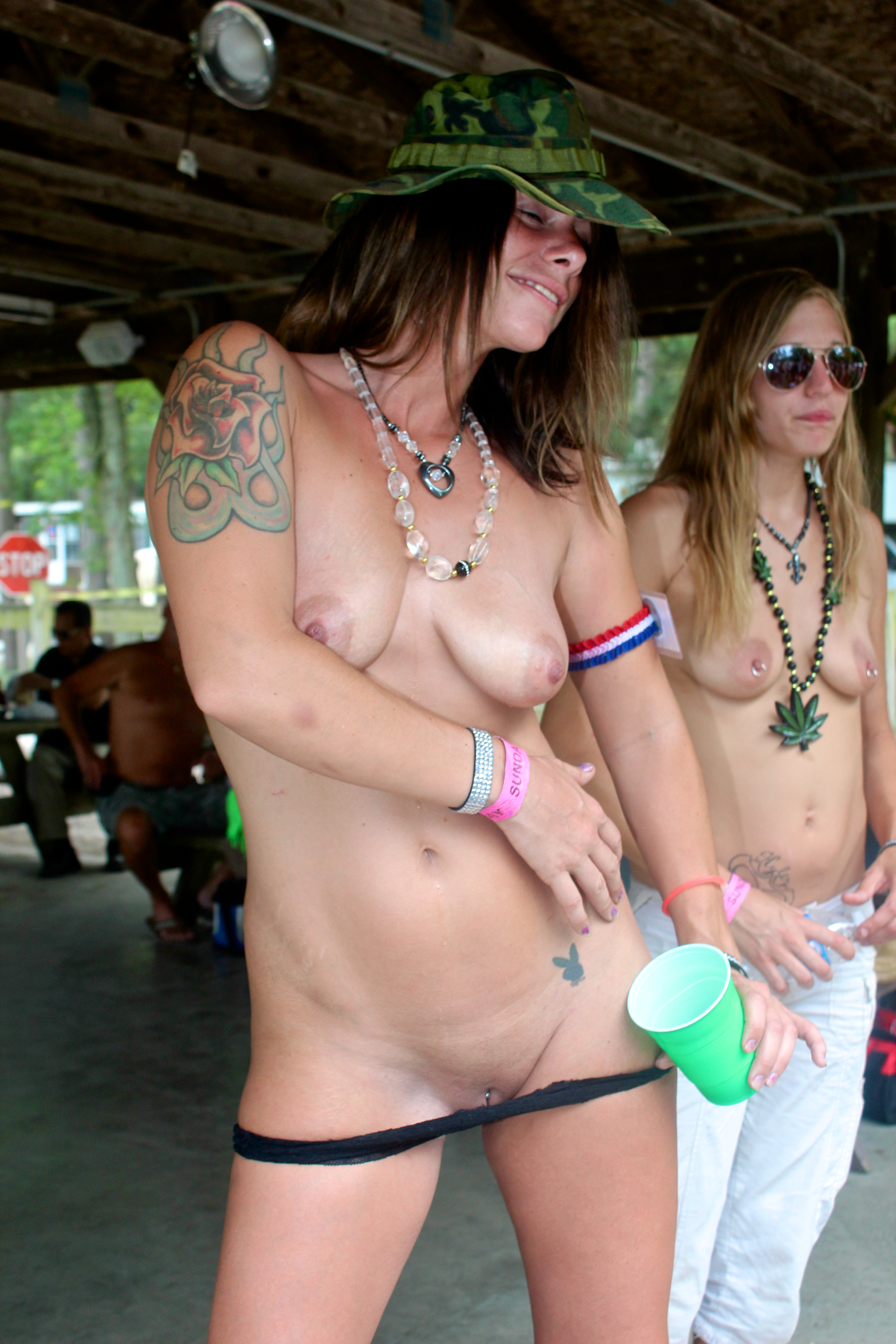
Пондероса Сан, Індіана

Багато коледжів і університетів мають традицію оголених вечірок, часто як експерименти в соціальній взаємодії, які суперечать ідеальним тілам, які бачать у ЗМІ. Експерти Єльського університету влаштовують оголені вечірки з 1995 року. У Брауні вечірку проводить житловий кооператив за межами університету, а в Велслі це благодійний захід, для якого адміністрація забезпечує охорону. В інших навчальних закладах, таких як Весліанський, Колумбійський університет, Массачусетський технологічний інститут, Боудін-коледж і Емгерстський коледж, вечірки можуть бути більш імпровізованими в гуртожитках або за межами кампусу.

### Харчування в ресторані
Існувала ціла низка ресторанів (зазвичай їх називають нудистськими, голими або ресторанами без одягу), де відвідувачі мали законне право бути оголеними.
Ресторан Amrita в Японії, який зараз закритий, мав суворі правила входу для голої вечірки. Інші нудистські ресторани включали The Bunyadi в Лондоні, Innato на Канарському острові Тенеріфе та L'Italo Americano в Мілані, також вже закриті.
O'naturel у Парижі, розташований у 12-му окрузі, був першим голим рестораном у Франції. Ресторан, відкритий у листопаді 2017 року, пропонує страви французької кухні. У січні 2019 року брат-власник Майк і Стефан Саада оголосили про плани припинити діяльність у лютому 2019 року.
Є кілька барів і ресторанів, куди можна потрапити безпосередньо з пляжу Орієнт-Бей, Сен-Мартен у Карибському басейні, де необов'язковий одяг, де допускається різний ступінь наготи. Хоча вони були фактично знищені в 2017 році ураганом Ірма, вони повільно відбудовуються.

### Соціальні танці
У невеликому містечку Німеччини відбувся захід лише за запрошеннями, де оголені танцювали танго мілонга. Старкери!, щомісячний голий клубний вечір, проводився в Лондоні з 2003 року.

### Йога
Студентська ню-йога, яка традиційно практикується з мінімумом одягу, була представлена в Лондоні, Бостоні, Нью-Йорку та Сіетлі.

## Нагота на фестивалях
Першим прикладом масової спонтанної оголеності на музичному фестивалі був Вудсток у 1969 році. Фестивалі Намбаси, що проводилися в Новій Зеландії в 1970-х роках, продовжили це явище. З 75 000 відвідувачів, які відвідали триденний фестиваль контркультури Намбаса в 1979 році, приблизно 35 % вирішили зняти свій одяг, віддаючи перевагу повній або частковій оголеності. У ХХІ столітті музичні фестивалі, такі як Коачелла, повернулися до концертів просто неба, відвідувачі яких схильні до костюмів, а не до оголеного тіла, однак час від часу можуть відбуватися оголені заходи. «Подарунок Мередіт» — це забіг оголених людей на музичному фестивалі Мередіт поблизу міста Мередіт у штаті Вікторія, Австралія.
Незважаючи на те, що Burning Man включає музику, це більш різноманітна мистецька та культурна подія, де «табори» варіюються від несексуальної оголеності до відверто сексуальної оголеності. З 2004 року існує голий велопробіг, відомий як «Голий паб-крол». Ярмарок Фолсом-Стріт, що проводиться в Сан-Франциско, присвячений шкірі та тематиці БДСМ. Нудистські фестивалі проводяться, щоб відзначити певні дні року, і на багатьох таких заходах також поширений малюнок оголеного тіла, як-от фестиваль «День Нептуна», який проводиться в Коктебелі, Крим, щоб відобразити міфологічні події.
Організований Federación Nudista de México (Мексиканська федерація нудистів) з 2016 року, коли було легалізовано наготу на пляжі Зіполіте, Фестиваль нудистів Зіполіте відбувається щорічно в перші вихідні лютого.
В Ізраїлі була зона публічного оголення на кількох фестивалях, таких як: «Бомбамела», «Берешит» і «Шантипі». Найбільшим натуристичним фестивалем, присвяченим публічній наготі, є пустельний фестиваль «Пашут», який проходить двічі на рік і відкритий також для туристів, хоча більшість учасників — місцеві жителі.

## Нагота в спорті

### Історія

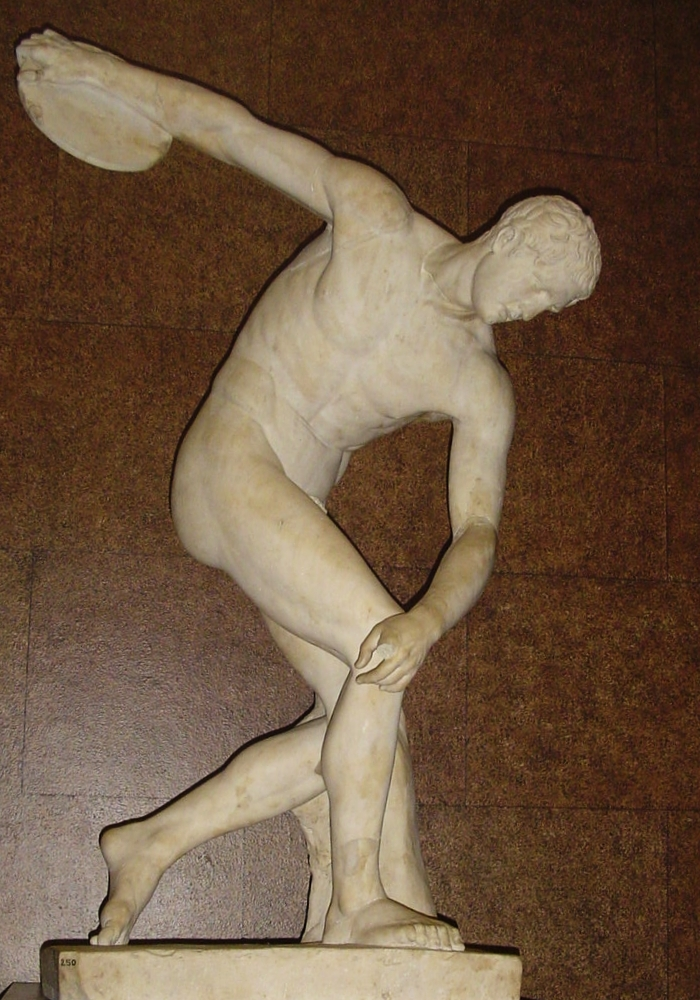
Знаменитий Дискобол Мирона

У Стародавній Греції для спортсменів було нормою виконувати вправи та змагатися оголеними. Грецька практика змагань і вправ була сильно натхненна їхніми богами та героями. Для богів і героїв нагота була частиною їхньої особистості та способом проявити свою фізичну енергію та силу, яку спортсмени намагалися шанувати та наслідувати. Спортсмени з Греції та грецьких колоній збиралися разом на Олімпійські та інші всегрецькі ігри. Вони змагалися оголеними майже у всіх дисциплінах, за винятком гонок на колісницях, хоча є зображення оголених гонщиків на колісницях.
Слово gymnasium (латинське; від грецького gymnasion, що походить від грецького gymnos, що означає «голий» або «голий»), спочатку позначало місце для спілкування та залучення як до інтелектуальної освіти, так і до фізичних занять, тренувальний центр для змагань у публічний спорт і фізичне виховання молодих чоловіків як майбутніх солдатів і (звичайно, в демократичних країнах) громадян (порівняйте ephebos), є ще одним свідченням оголеності під час фізичних вправ, які, як кажуть, заохочують естетичне оцінювання тіла. У деяких країнах, включаючи Німеччину, це слово все ще використовується для вищої середньої освіти. Новіша форма gym є абревіатурою gymnasium.
В Японії жінки у спорті сумо іноді змагалися оголеними як символ молитви для дощу.

### Тропічні культури
Багато корінних народів Африки та Південної Америки тренуються та беруть участь у спортивних змаганнях оголеними. Нубські народи в Південному Судані і племена сінгу в басейні Амазонки в Бразилії, наприклад, борються оголеними, тоді як Дінка, Сурма і Мурсі в Південному Судані та Ефіопії влаштовують бої на палицях.

### Специфічні ігри

#### Мінітен
Мінітен — це гра, схожа на теніс, створена натуристами в 1930-х роках, щоб забезпечити відповідну гру для натуристських клубів, яким часто не вистачало землі для розміщення повнорозмірних тенісних кортів. Оригінальні правила були розроблені паном Р. Дугласом Огденом, бізнесменом із Манчестера, який цікавиться спортом. Замість ракеток гравці використовують дерев'яні біти, відомі як бандити, які мають форму коробки навколо руки гравця. Спортом керує Асоціація аматорів мілітену.

#### Біг

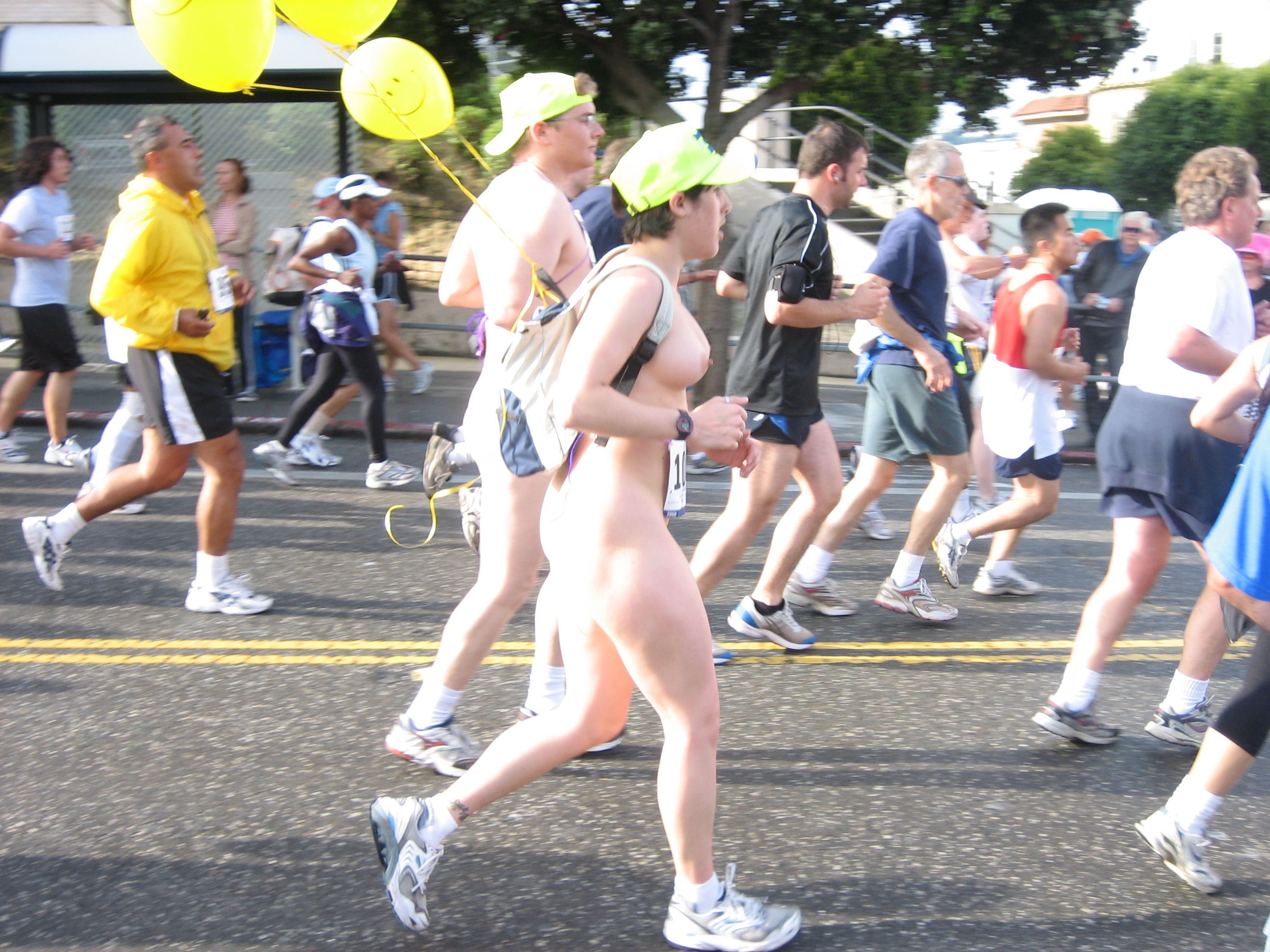
Голий біг Bay to Breakers, Каліфорнія

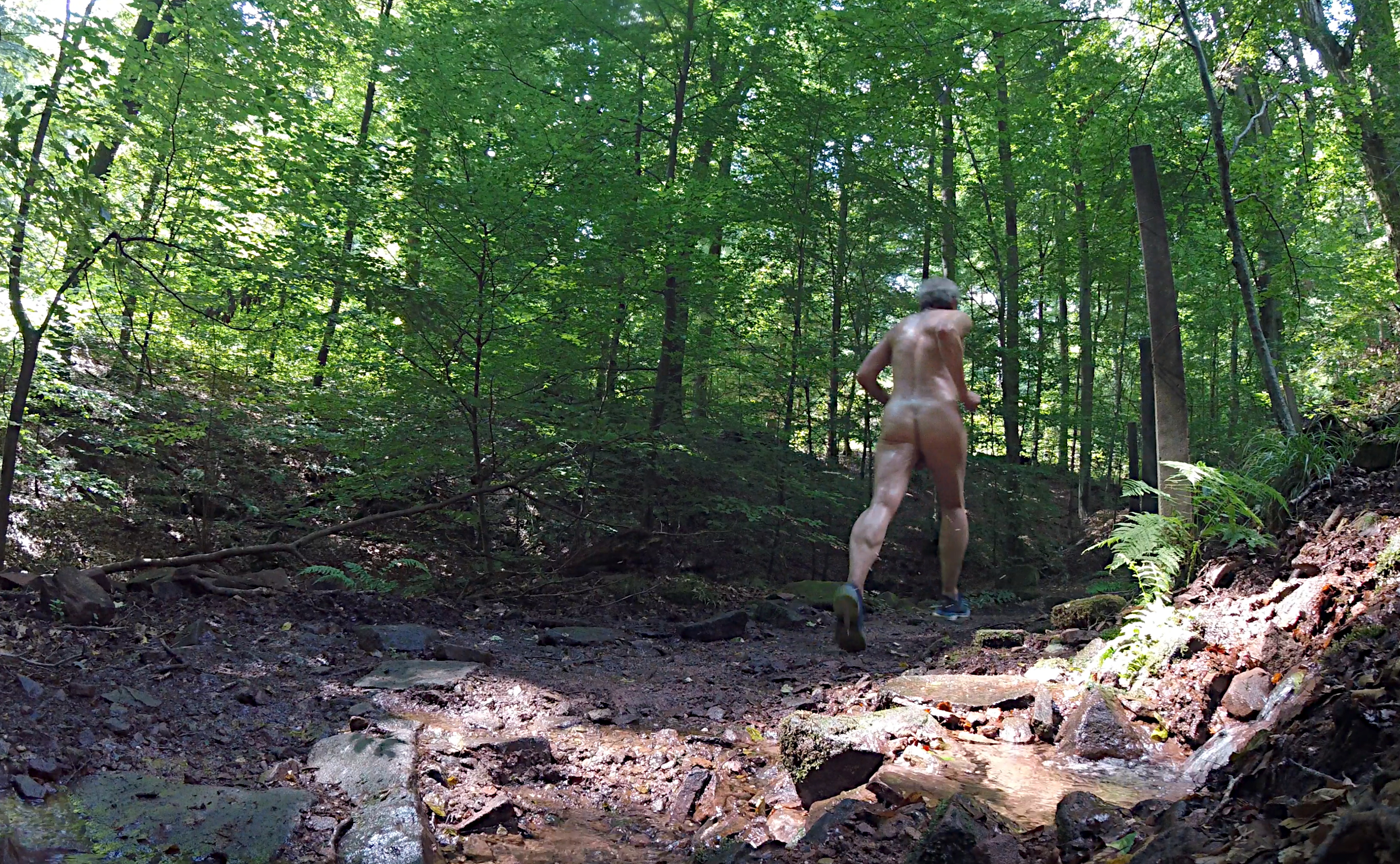
Лісова траса типу крос-трейл в горбистій лісовій місцевості Німеччини

У книзі «Дзен бігу» 1974 року рекомендовано бігати босоніж і «наскільки можливо роздягненим», щоб «хорошо промитися сонцем і повітрям».
У 2009 році на гонці Bay to Breakers у Сан-Франциско було заборонено зображення оголеного тіла.
З 1999 року щорічно влітку в Сопелані (Більбао/Іспанія) також проводиться оголена пробіжка під назвою Carrera Nudista de Sopelana.

#### Регбі
Голий матч з регбі проводився в Данідіні, Нова Зеландія, щозими з 2002 по 2014 роки як передматчева розвага для першої професійної гри з регбі сезону. В останні роки це стало спорадичним, оскільки організатори мають інші вимоги до свого часу.

#### Серфінг
Пляж Тамбаба в Жоао-Пессоа, Параїба, перший нудистський пляж у Бразилії, відомий серфінгом, у тому числі проведенням турніру з нудистського серфінгу.

#### Плавання

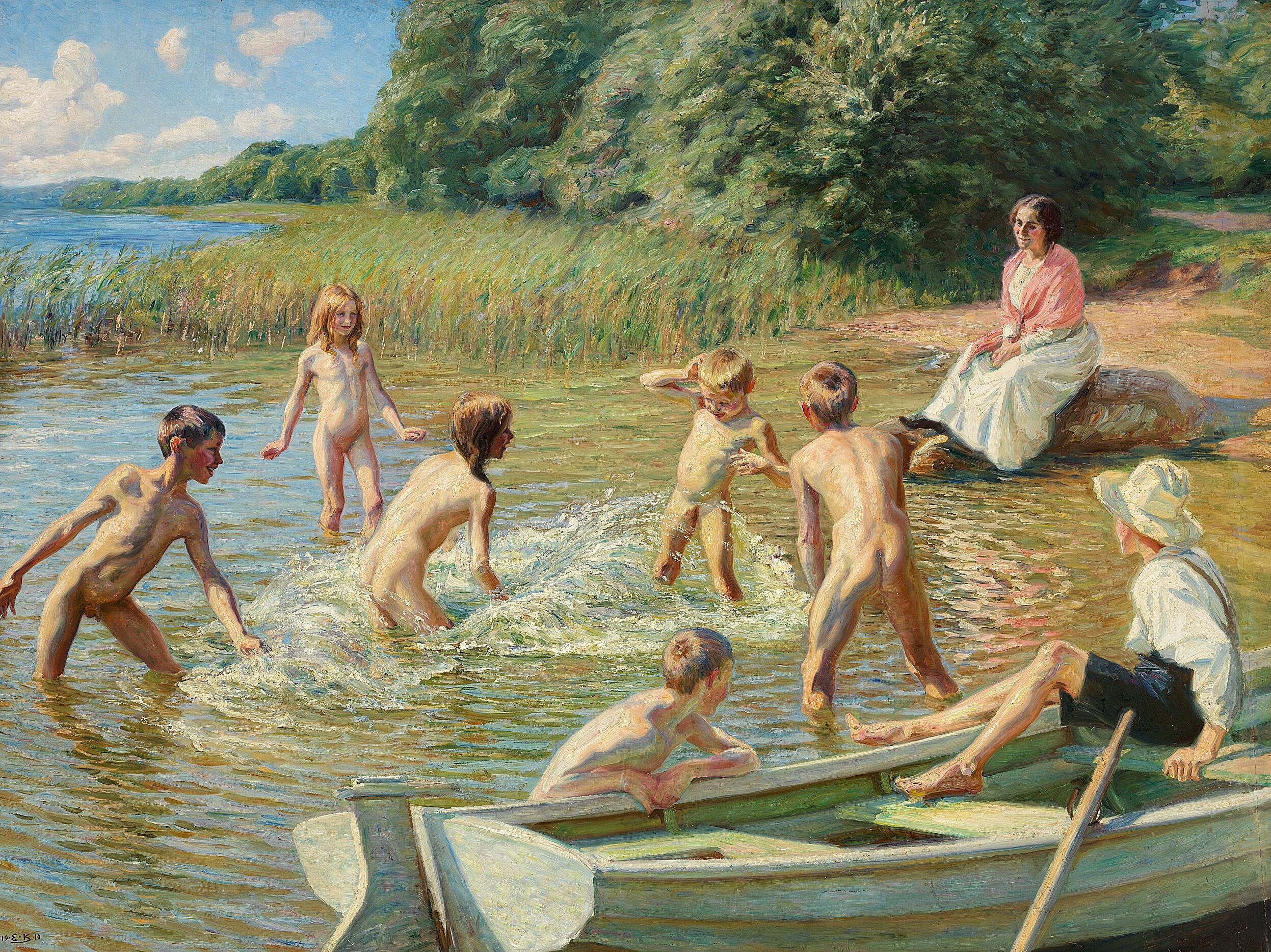
Діти купаються біля гребного човна, Еміль Краузе (1910)

Плавання як вид спорту включає плавання як у відкритій воді, так і в критих басейнах.
На початку вікторіанського періоду в Англії чоловіки та хлопчики зазвичай купалися оголеними в морі біля купальних машин, якими користувалися жінки. Були деякі спроби виділити окремі пляжні секції для чоловіків і жінок. У другій половині ХІХ століття моральний тиск змусив деякі міські ради встановити зони для окремого купання для жінок і чоловіків. Існує дуже мало записів про те, як магістрати забезпечували дотримання підзаконних актів. Шщики для одягу ухляди почали використовувати в 1860-х роках. У 1895 році газети «Дейлі Телеграф», «Стандарт», «Дейлі Графік» і «Дейлі Мейл» провели кампанію щодо відновлення змішаного купання на всіх курортах. Коли в місті зникли пляжі, розділені за статтю, купальні костюми для чоловіків стали частиною комерційного пакету, а купання в оголеному стилі припинилося.
У 1920-х роках школи та Християнської асоціації для юнаків в Сполучених Штатах побудували басейни для фізичної підготовки та навчання плаванню. Хлорування басейну було недоступне, і були занепокоєння щодо захворювання. Крім того, волокна бавовняних і вовняних купальників можуть забити фільтри басейну. Плавання оголеним дозволяло візуально оглянути плавців на наявність відкритих ран або інших ознак інфекційних захворювань. У 1926 році довідник стандартів Американської асоціації громадського здоров'я (APHA) рекомендував, щоб у закритих плавальних басейнах, якими користуються чоловіки, було прийнято правила купання оголеними, а в закритих басейнах, які використовували жінки, вимагалися купальники «найпростішого типу». На політику щодо плавання в американських середніх і молодших школах вплинули рекомендації APHA. З 1926 по 1962 рік кожне видання рекомендацій рекомендувало чоловікам плавати оголеними. Шкільні заняття з плавання були розділеними за статтю.
Нові розробки, такі як хлорування басейну, покращена фільтрація басейну та нейлонові купальники, змусили APHA відмовитися від своєї рекомендації оголеного плавання в басейні для чоловіків у 1962 році. Однак звичай примусового купання оголених чоловіків припинився не відразу. Протягом 1970-х культурні та правові зміни призвели до поступової відмови від примусового купання оголених чоловіків у школах. Правила Федерального розділу IX, які передбачають рівність на уроках фізкультури, змусили більшість шкіл перейти на спільне навчання в спортзалах до 1980 року, що зробило плавання оголеним культурно неприйнятним.

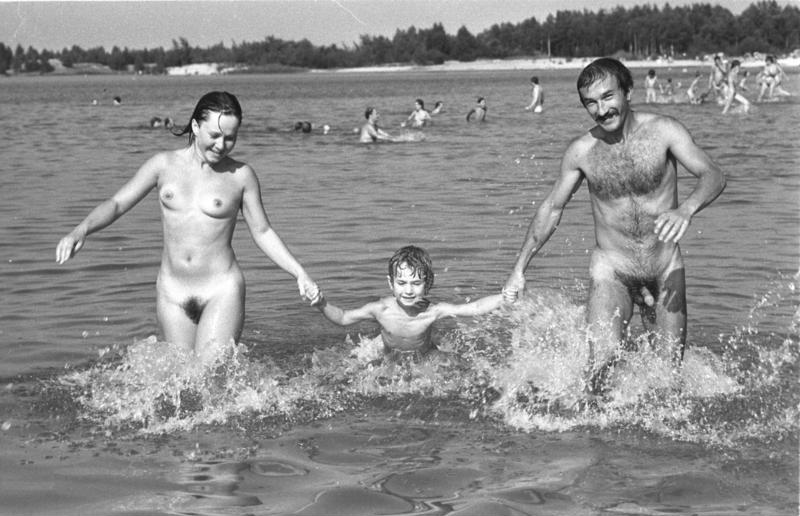
Оголені плавці на озері Зенфтенберг, Східна Німеччина

У 2005 році в The New York Times була опублікована стаття, яка стверджувала, що приватні клуби нерідко надають відвідувачам можливість поплавати оголеними. The Times додала, що клуби іноді проводили сеанси лише для чоловіків або лише для жінок.
У багатьох країнах у ХХІ столітті оголене плавання здебільшого відбувається на нудистських пляжах, у натуристських закладах, у приватних басейнах або у відокремлених чи відокремлених громадських місцях для купання. Деякі західні країни, як-от Канада та Велика Британія, не мають законів, які забороняють купання оголеним у громадських місцях, але деякі країни світу суворо дотримуються різноманітних законів, які забороняють оголене тіло в громадських місцях, зокрема купання оголеним. Деякі юрисдикції, де діють закони про заборону наготи в громадських місцях, можуть закривати очі на випадки занурення в худі залежно від обставин, оскільки поліцейські на місці відмовляються проводити арешти.

#### Голий футбол
Голий футбол складається з матчів між двома командами по чотири жінки в кожній. Гравці починають у звичайній футбольній формі, але кожного разу, коли забивається гол, команда суперника повинна зняти частину одягу. Коли обидві команди повністю оголені, матч триває протягом семи хвилин, а потім завершується. Дане напівсерйозне еротичне футбольне змагання серед жінок, яке проводиться в Берліні, Німеччина з червня 2013 року.

#### Волейбол

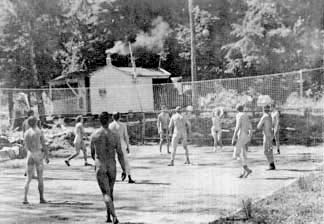
Гра у волейбол для нудистів/натуристів у клубі Sunny Trails під час конгресу Канадської асоціації сонячних ванн (CSA) у 1958 році в Британській Колумбії, Канада

Натуристи/нудисти першими прийняли волейбол незабаром після його винаходу в кінці ХІХ століття. Записи про регулярні ігри в клубах можна знайти ще в 1920-х роках. Враховуючи зовнішню природу нудизму/натуризму, природно було прийнято пляжну версію волейболу. До 1960-х років волейбольний майданчик можна було знайти майже в усіх нудистських/натуристських клубах.
Волейбол був ідеальним для натуризму/нудизму, оскільки більшість клубів були невеликими, а волейбольний майданчик не вимагав багато місця, але залучав багато людей. Гра також була інклюзивною, оскільки підтримувала різні рівні атлетизму та не потребувала багато обладнання. Але найголовніше те, що він був ідеальним для гри оголеними, оскільки не було потреби в командній формі чи захисному спорядженні.
Великий (понад 70 команд) турнір з волейболу в голій формі проводиться щоосені з 1971 року в White Thorn Lodge на заході Пенсільванії а кілька менших турнірів відбуваються щороку в Сполучених Штатах.

#### Професійна боротьба
Еротична реклама професійної боротьби, як-от Ліга оголеної жіночої боротьби (Naked Women's Wrestling League — NWWL), демонструвала оголених жінок, які виконували імітаційні бойові поєдинки для підбадьорення. NWWL транслювали шоу по всьому світу, а його борці були представлені в таких журналах, як Penthouse, Playboy і Maxim.

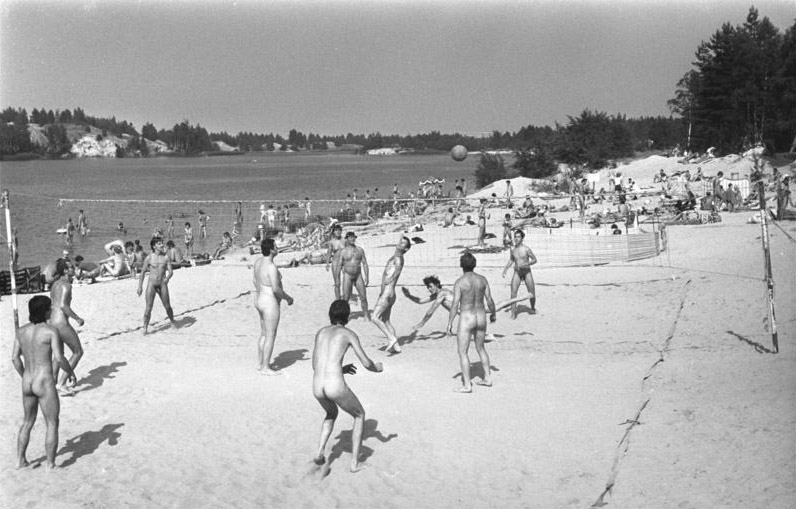
Пляжний волейбол
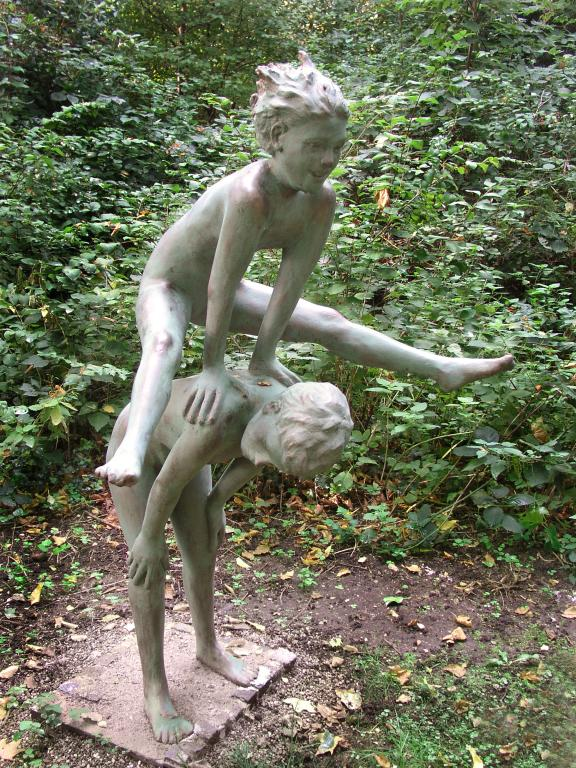
Чехарда
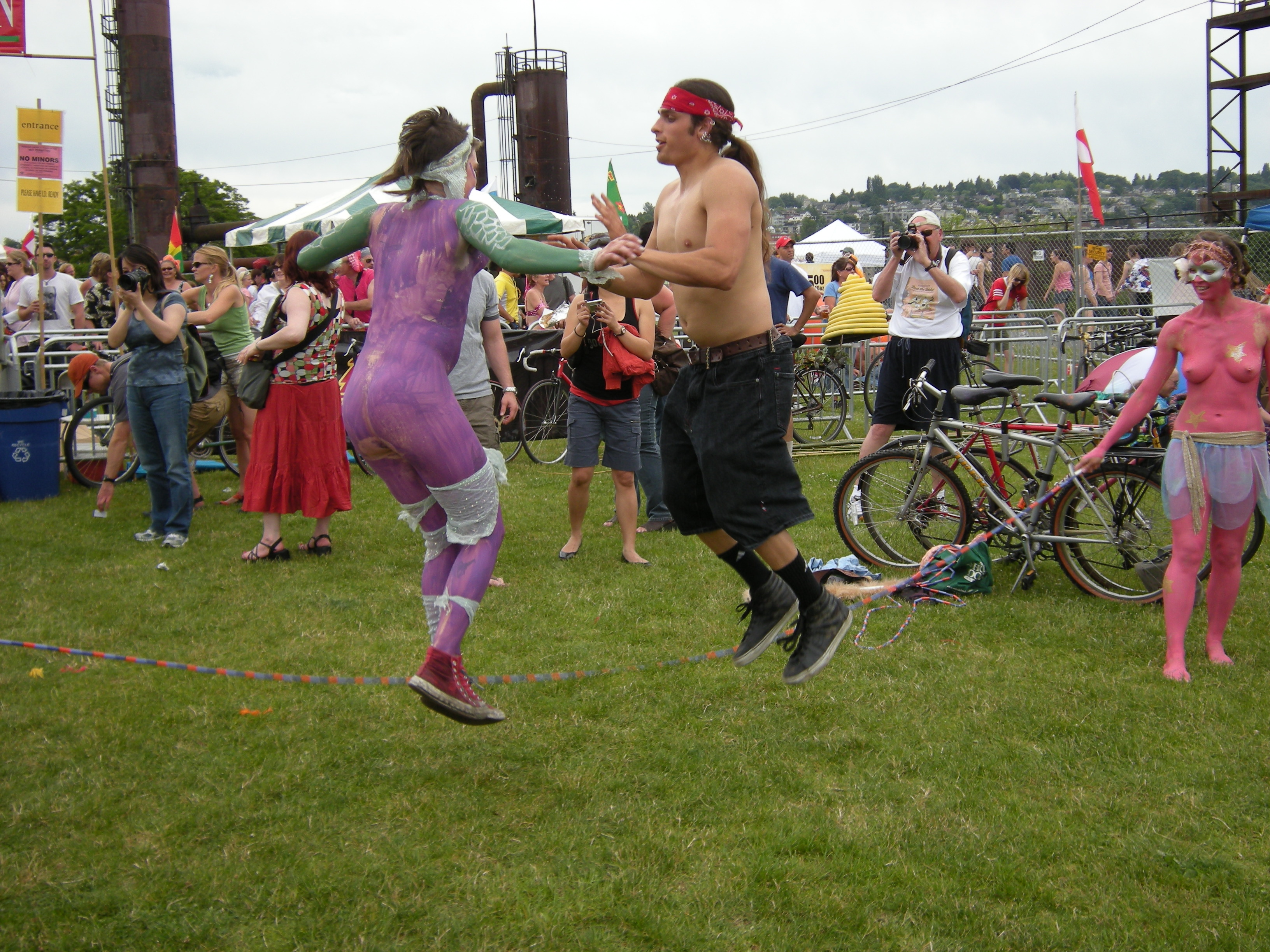
Скакалка
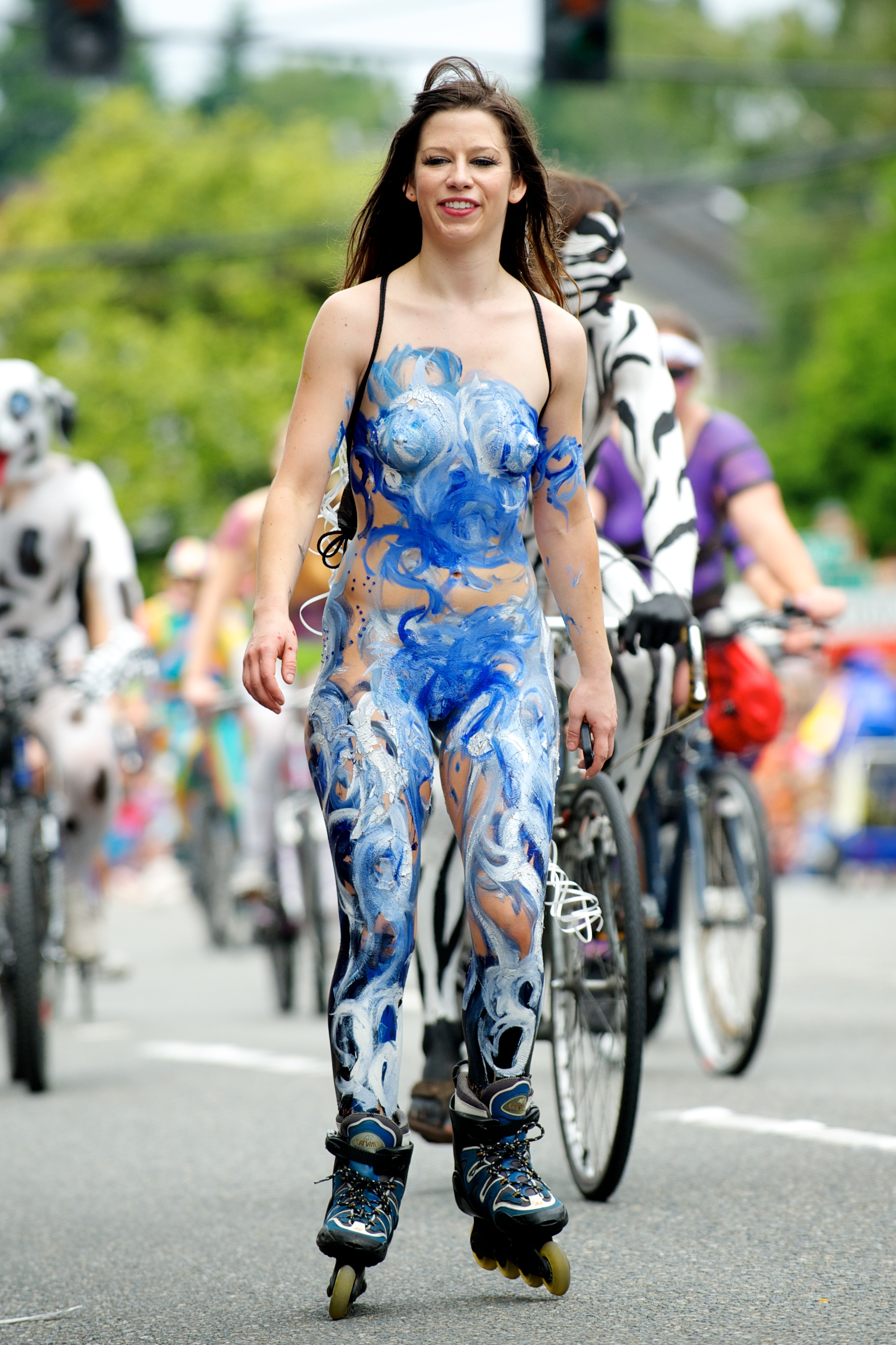
Роликові ковзани
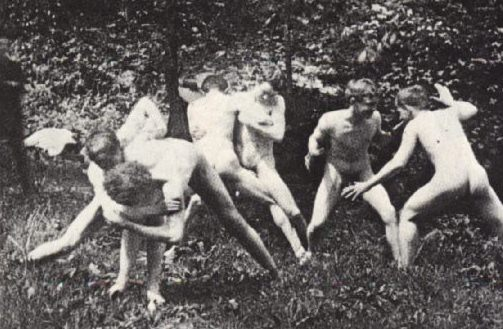
Боротьба (спорт)
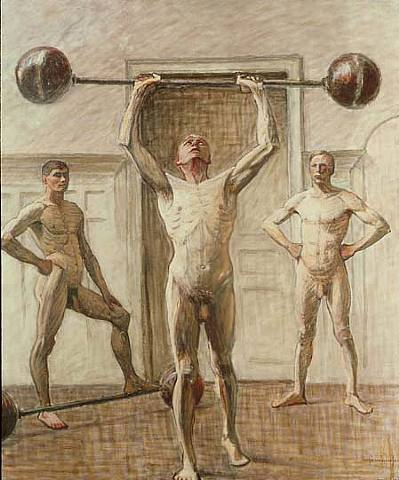
Важка атлетика
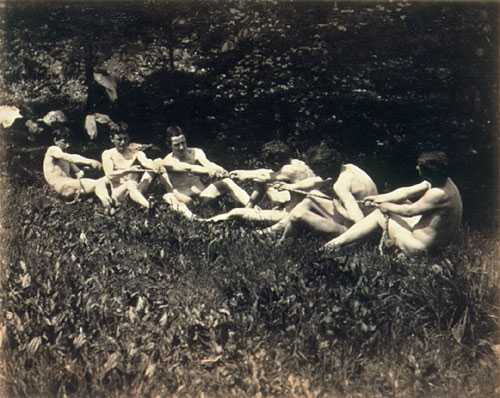
Перетягування канату
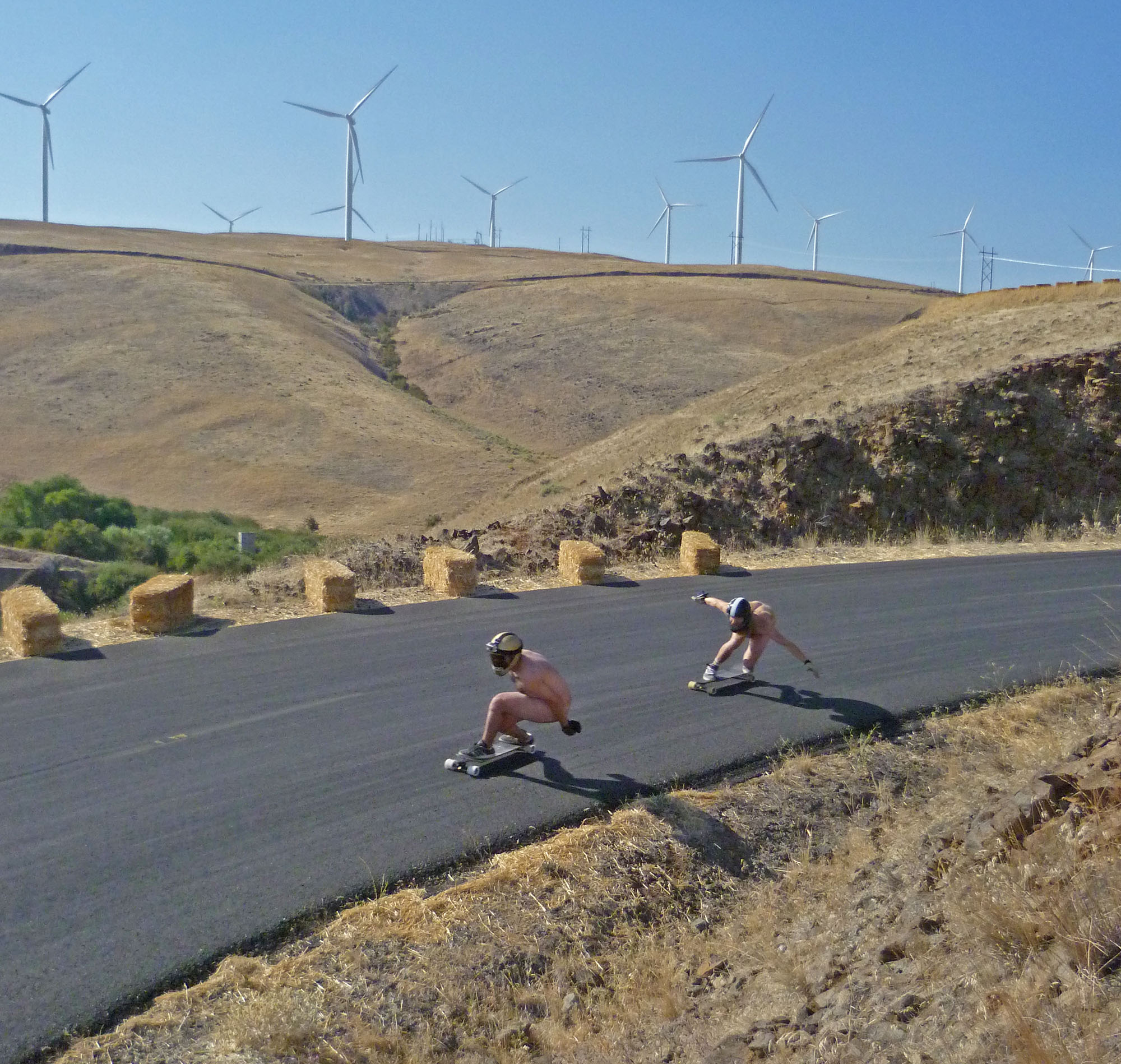
Скейтбординг
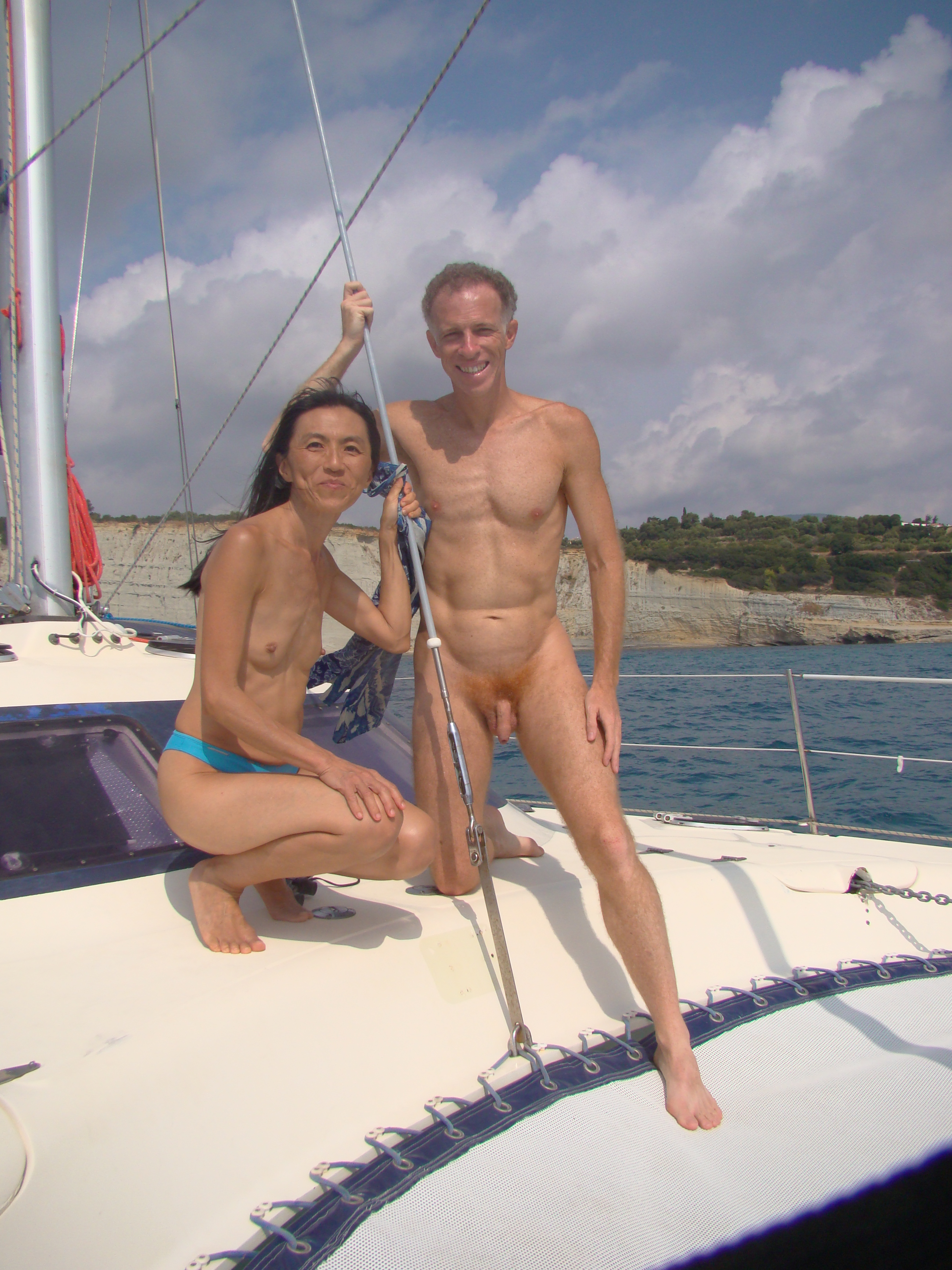
Вітрильний спорт
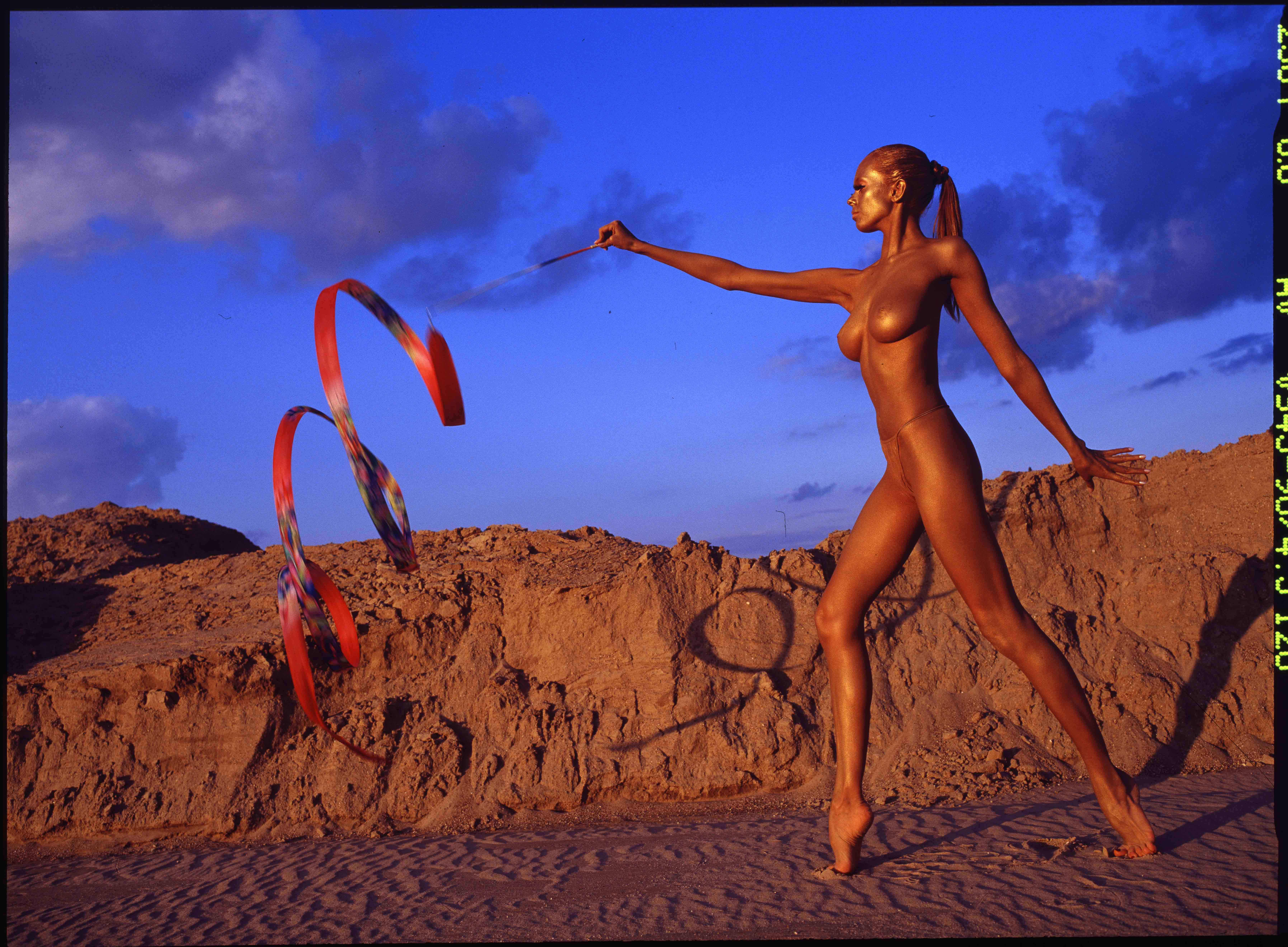
Гімнастика
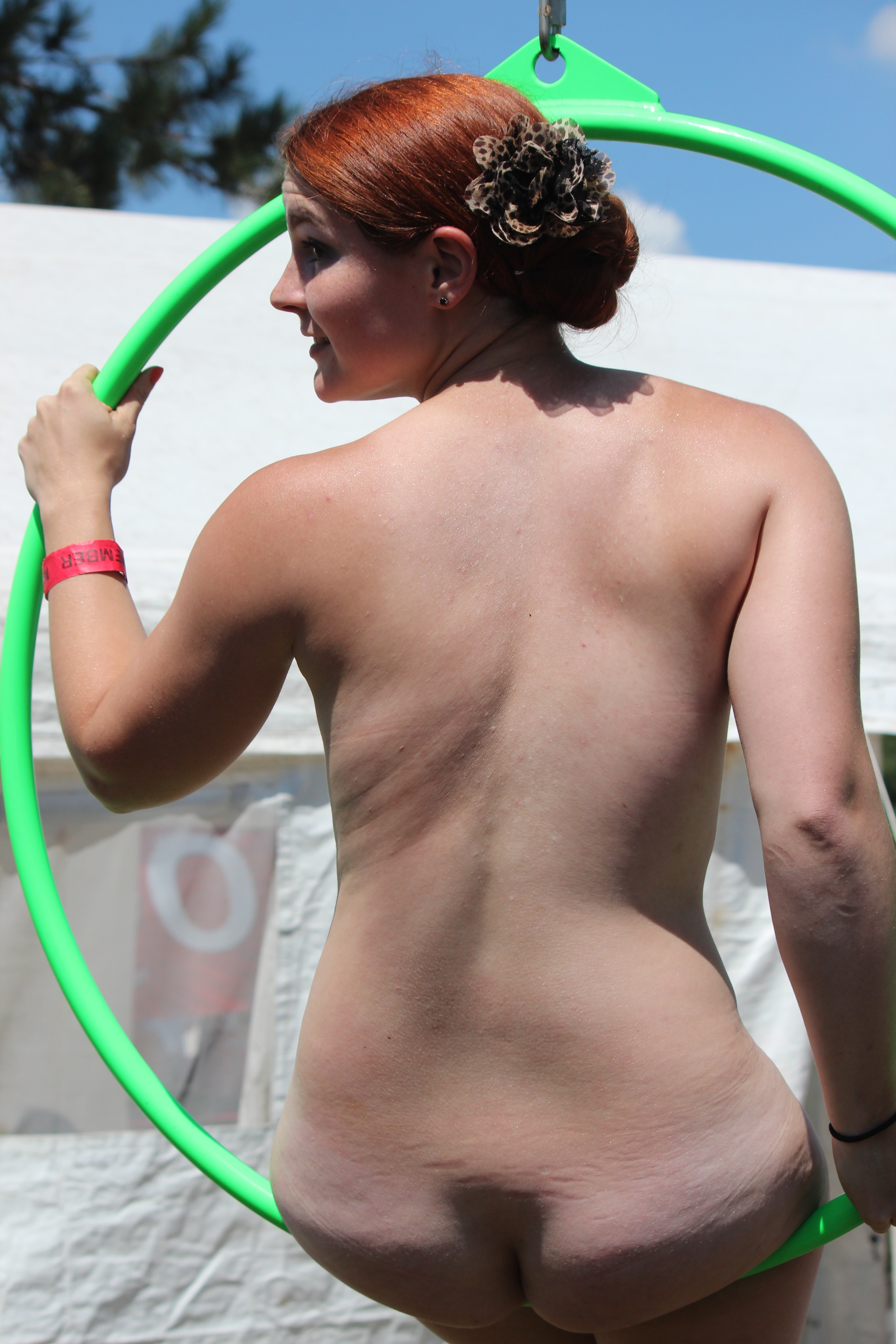
Гімнастика з обручем
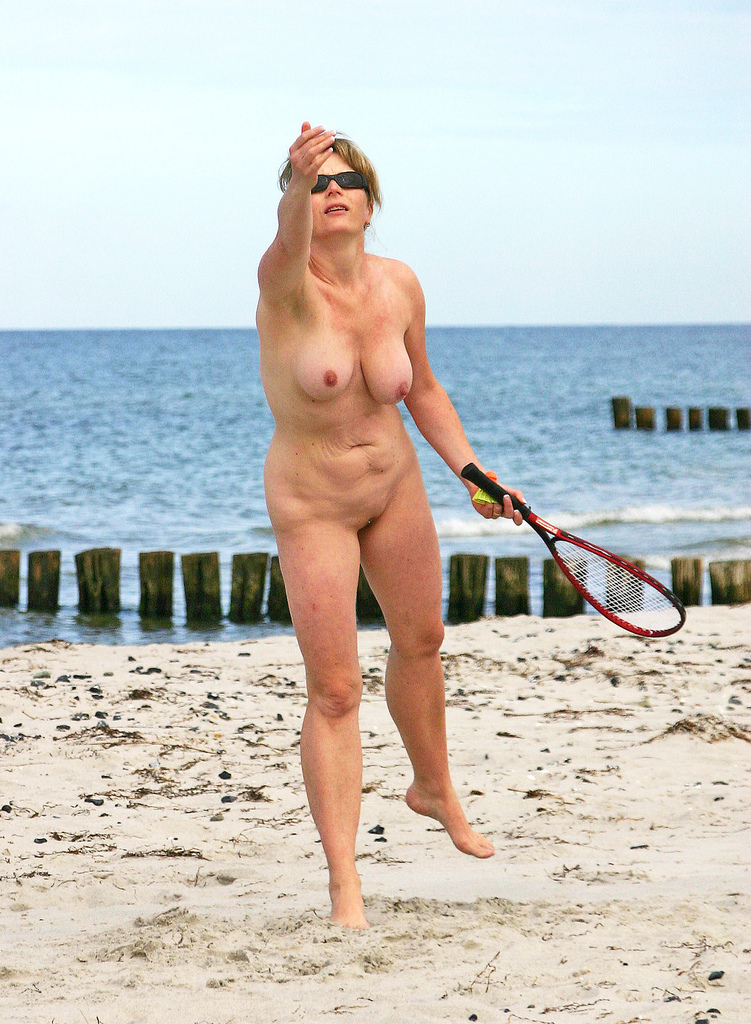
Бадмінтон
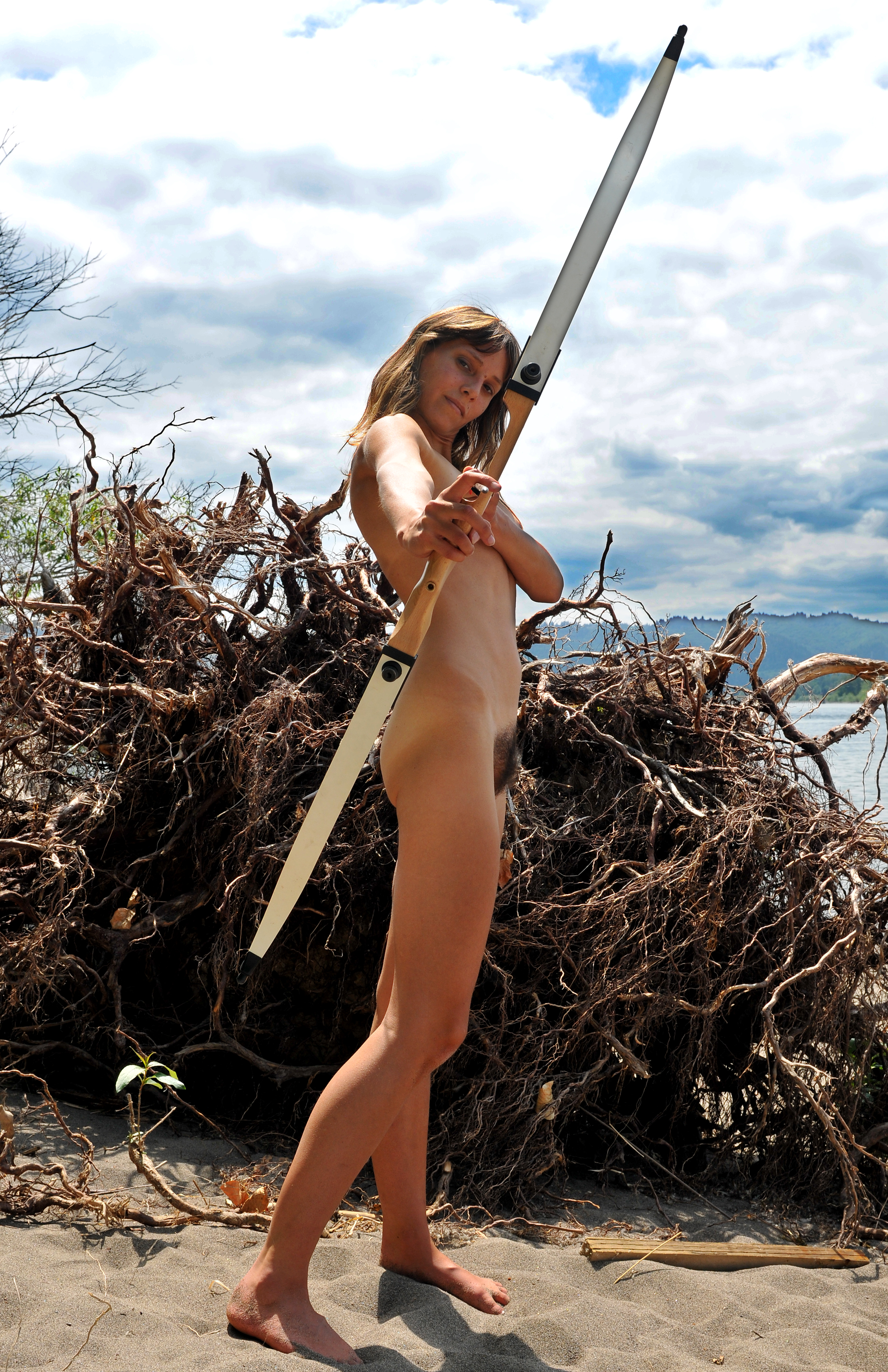
Лучниця

## Котирування
- «Прийняття тіла — це ідея, оголений відпочинок — це шлях». — Лі Баксандалл (популярний девіз The Naturist Society)